# Brendan Jordan
Brendan Jordan (né le 25 septembre 1999 de Las Vegas) est un Youtubeur. Il est connu pour avoir fait le buzz en octobre 2014 après avoir dansé en arrière-plan d'un duplex live de Channel 8.

## Biographie
Brendan Jordan est né le 25 septembre 1999 d'un père péruvien et vit à Las Vegas. 

### Le buzz télévisé
Le 9 octobre 2014, la chaîne 8News le filme en arrière-plan d'un de leurs duplex live concernant l'ouverture attendue depuis 6 ans d'un centre-commercial. Durant son apparition, Brendan Jordan se démarquait de la foule en reprenant des mouvements de la chorégraphie du titre Applause de Lady Gaga,.
Le jour suivant Lady Gaga tweeta qu'elle "l'aimait" pendant que la communauté drag dont RuPaul et Pandora Boxx partageaient la vidéo. Celle-ci a également été reprise par de nombreux médias d'informations tels que The Today Show, ABC News, The Daily Mail et POPSUGAR.
La vidéo a été vue plus de 3,5 millions de fois en moins de 3 mois.

### Après le buzz
En octobre 2014, il apparaît sur le plateau de Queen Latifah où il rencontre Raven de l’émission RuPaul's Drag Race.
En novembre 2014, il apparaît comme modèle pour la marque American Apparel,,. Il a été choisi pour la façon qu'il utilise sa plate-forme pour « sensibiliser le public à la cause LGBTQ ».
Le 14 février 2016, Jordan fait son coming-out comme personne trans à la conférence "Human Rights Campaign Time to Thrive",,,.
Dans le cadre de la campagne #InstaPride, il se fait photographier avec Miley Cyrus pour aider l'association Happy Hippie qui aide les personnes sans domiciles fixes et les jeunes LGBT.